# Case Session Volume One
Case Session Volume One è l'album d'esordio come solista del cantante Casey McPherson, già voce degli Alpha Rev nonché dei supergruppi Flying Colors e The Sea Within.

## Tracce
Testi e musiche di Casey McPherson
1. Changeling – 5:50
2. My Evolution – 7:09
3. I'm a Refugee – 7:40
4. White Matter Recess – 7:10
5. Everyone's Charade – 10:31
6. Song of Aleppo – 5:19
7. You Are the Pacemakers – 6:21
8. Silence – 5:09
9. Write Your Name – 11:14

## Formazione
- Casey McPherson, voce, chitarra, tastiera, basso